# Haptodus
Genre
Haptodus est un genre fossile de synapsides eupélycosauriens appartenant au clade des Sphenacodontia. 

## Présentation

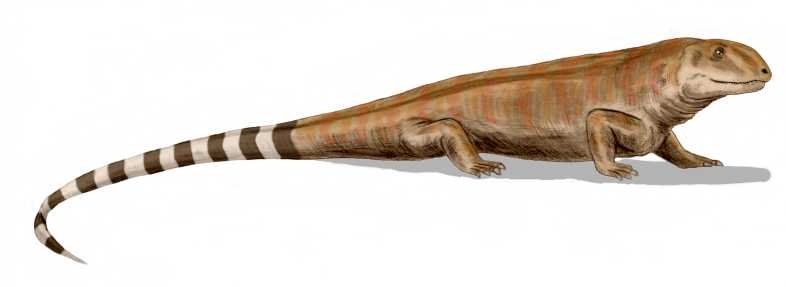
Reconstitution de Haptodus garnettensis.

Ses espèces vivaient à la fin du Carbonifère et au début du Permien, elles sont connues en Allemagne, en France et au Kansas.

## Liste des espèces
D'après The Paleobiology Database, ce genre est constitué des espèces suivantes :
- † Haptodus baylei  Gaudry, 1886
- † Haptodus garnettensis  Currie, 1977